# Boris Kalin

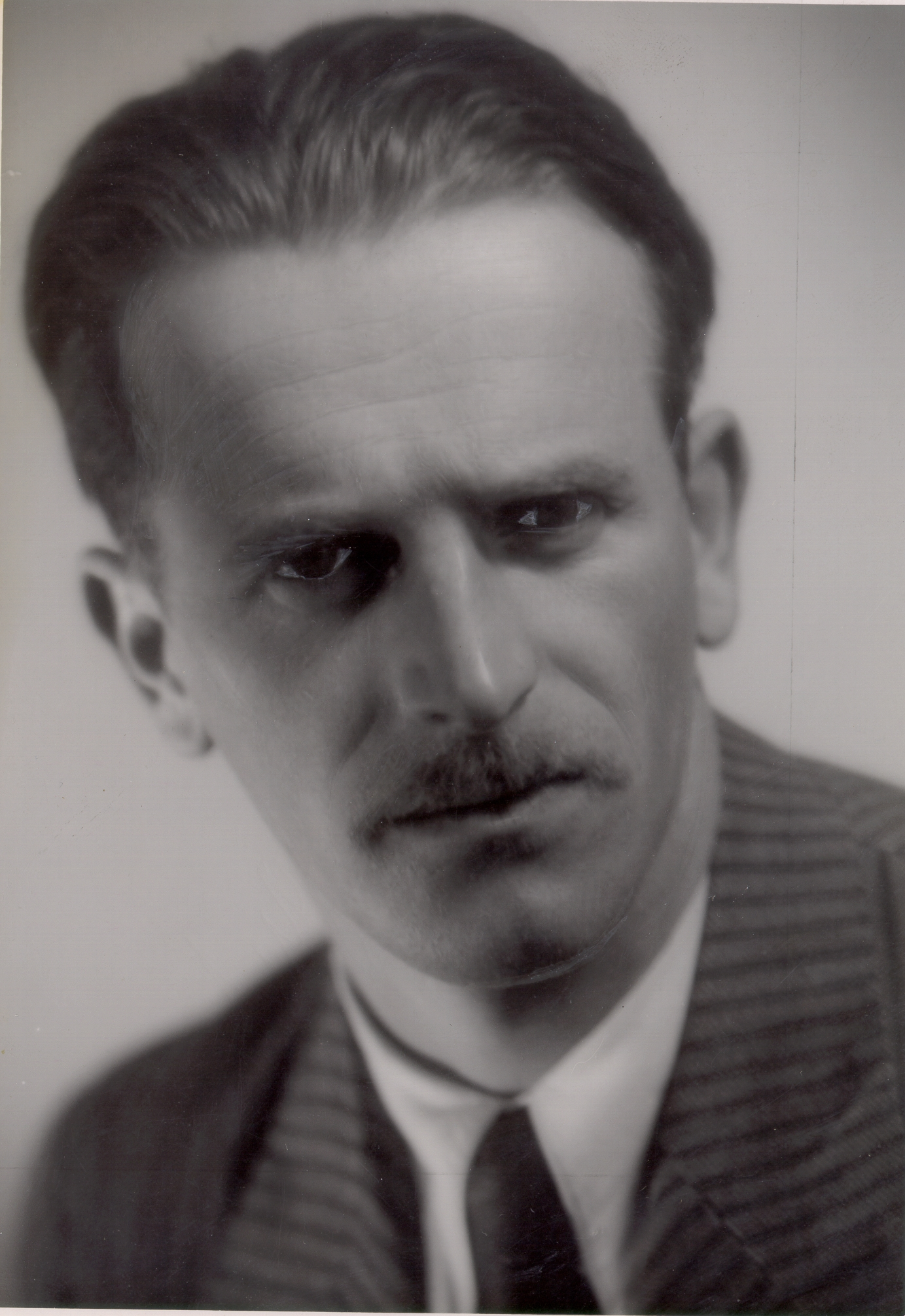
Boris Kalin (1940)

Boris Kalin (* 24. Juni 1905 in Solkan; † 22. Mai 1975 in Ljubljana) war ein jugoslawischer Bildhauer slowenischer Abstammung.

## Biografie
Boris Kalin verließ das Technische Gymnasium in Ljubljana und studierte von 1924 bis 1929 in Zagreb an der Akademie der Bildenden Künste bei den Professoren Rudolf Valdec, Frano Kršinić, Ivo Kredić und Ivan Meštrović.
Zwischen den Jahren 1945 und 1970 unterrichtete Kalin Modellieren von Skulpturen an der Akademie der Bildenden Künste in Ljubljana; dort war er auch zweimal Dekan. Er bildete eine große Anzahl von jungen Bildhauern aus, die in ganz Europa bekannt wurden. Kalin war einer der wenigen Bildhauer, der ein ausgebildeter Steinbildhauer-Meister war. Im Jahre 1953 wurde er zum Vollmitglied der Slowenischen Akademie der Wissenschaft und Kunst gewählt.
Er starb in Ljubljana. Sein jüngerer Bruder Zdenko Kalin war ebenfalls ein bekannter Bildhauer.

## Werk
Boris Kalin kreierte hauptsächlich klassisch geformte gegenständliche Porträts, Kunst im öffentlichen Raum und Akte.
Für sein Werk wurde er dreimal mit dem Großen Prešeren-Preis geehrt: im Jahre 1947 für seine Statue Fünfzehn-Jahre-altes Mädchen (Petnajstletna), von der gesagt wird, dass sie seine Tochter abbildet, 1948 für sein Porträt von Marschall Tito (Portret Maršala Tita) und 1950 für sein Monument Volksbefreiungskrieg (Spomenik narodnoosvobodilni borbi) in Vrhnika.
Einige seiner Skulpturen befinden sich im Brdo pri Kranju als ein Teil der repräsentativen Sammlung der modernen slowenischen Kunst.

### Weitere Werke
- Skulptur für die Gefallenen in Solkan bei Nova Gorica (1954)
- Relief an der Fassade des Rathauses von Nova Gorica (1955)
- Skulptur am Grabmal von Georgi Žerja auf dem Friedhof Zale in Ljubljana